# Сан Ђакомо (Верчели)
Сан Ђакомо је насеље у Италији у округу Верчели, региону Пијемонт.
Према процени из 2011. у насељу је живело 64 становника. Насеље се налази на надморској висини од 176 м.